# Creaseriella anops
Creaseriella anops är en kräftdjursart som först beskrevs av Creaser 1936.  Creaseriella anops ingår i släktet Creaseriella och familjen Cirolanidae. Inga underarter finns listade i Catalogue of Life.